# Уговор о делу
Уговор о делу (лат. locatio conductio operis) - је консензуалан уговор којим се извођач радова (посленик, предузимач) обавезује се да обави одређени посао, као што је израда или оправка неке ствари или извршење неког физичког или интелектуалног рада и слично, а наручилац се обавезује да му за то плати накнаду.
Основне карактеристике уговора о делу су: 
- да је то консензуалан уговор – јер настаје у оном моменту чим је између уговарача постигнута сагласност о битним елементима тог уговора;
- да је реципрочно теретан уговор – јер дужности и права постоје и на страни извођача радова и на страни наручиоца;
- да је еквивалентан уговор – јер између међусобних права и обавеза уговорних страна треба постојати уобичајена еквиваленција, сразмера њихових вредности;
- да извођач радова наручени посао обавља самостално, а не под сталним руководством наручиоца дела.[2]

Потребно је разликовати уговор о делу од купопродајног уговора (лат. emptio venditio), јер и ова два уговора могу често бити веома слични и тешко их је разликовати; прво – питање материјала, тј. да ли је материјал за израду дела дао наручилац или извођач радова, јер ако га је дао наручилац дела постаје уговор о делу, а ако га је дао извођач радова постаје уговор о купопродаји; друго – питање стручности извођачевог рада, тј. да ли је наручиоц при уговарању имао у виду специјалну стручност извођача радова или није, јер ако није (нпр. одело из конфекције), ради се о купопродаји, а ако јесте (нпр. одело по наруџбини код познатог врсног кројача или израда неке уметничке слике по наруџбини) ради се о уговору о делу, без обзира да ли је извођач радова дао сав свој материјал. 
Уговор о делу настаје његовим закључењем, а пошто се ради о сагласном уговору, у правилу се сматра да је такав уговор закључен чим је постигнута сагласност уговорних страна о његовим битним елементима, а то су: прво – објекат уговора тј. резултат извођачевог рада (нпр. наручено одело, кућа која треба да се изгради и сл.), а не извршење неких радњи у корист наручиоца; друго – рок до којега треба наручено дело урадити; треће – висина накнаде која ће припасти извођачу радова као противвредност за утрошени рад и материјал. 
Да би се постигла наведена сагласност о битним елементима уговора о делу, често се у том правцу објављују јавна надметања и конкурси. 

## Обавезе извођача радова
Извођач радова је дужан да скрене пажњу наручиоцу на недостатке материјала који му је наручилац предао, а које је приметио или је морао приметити, иначе ће одговарати за штету. Ако је наручилац захтевао да се ствар изради од материјала на чије му је недостатке извођач радова указао, извођач радова је дужан поступити по његовом захтеву, изузев ако је очигледно да материјал није подобан за наручено дело или ако би израда од захтеваног материјала могла нанети штету угледу извођачу радова, у ком случају извођач радова може раскинути уговор. 
Наручено дело треба да се изврши на уговорени начин и у уговореном времену, а ако оно није одређено, онда за време које је разумно потребно за такве послове, при чему је потребно нагласити следеће: што се тиче самог начина извршења нарученог дела, дело треба да је извршено на у уговору предвиђен начин, стручно и уредно, а ако су уговорне стране имале пред очима изричиту личну стручност извођача радова (нпр. израда неке уметничке слике), дело треба да изврши извођач лично, док у осталим случајевима може се израда дела поверити другим стручним лицима односно сарадницима, одговарајући за њихов рад. 
Извођач радова је дужан да преда наручиоцу израђену или оправљену ствар. Извођач радова се ослобађа ове обавезе ако ствар коју је израдио или оправио пропадне из узрока за који он не одговара. 

## Одговорност за недостатке
Наручилац је дужан прегледати извршено дело. Ако наручилац на позив извођача радова да прегледа и прими извршени рад то не уради без оправданог разлога, сматра се да је рад примљен. 
Ако се доцније покаже неки недостатак наручилац се ипак може позвати на њега, под условом да о њему обавести извођача радова што пре, а најдуже у року од месец дана од његовог откривања. Истеком две године од пријема обављеног посла, наручилац се више не може позивати на недостатке. 
Наручилац који је уредно обавестио извођача радова да извршени рад има неки недостатак може захтевати од њега да недостатак уклони и за то му одредити примеран рок. Наручилац има право и на накнаду штете коју трпи због недостатака. Ако уклањање недостатака захтева претеране трошкове, извођач радова може одбити да уклони недостатке, али у том случају наручиоцу припада, по његовом избору, право на снижење накнаде или раскид уговора, као и право на накнаду штете. 

## Обавезе наручиоца
Наручилац је дужан да од извођача радова прими рад извршен према одредбама уговора и правилима посла. Извођачу радова траба исплатити уговорену накнаду за извршено дело, односно накнаду према постојећим тарифама или којим другим прописима, након што је готово дело прегледало и са своје стране га одобрио, односно ако се ради о тзв. плаћању према поднесеним ситуацијама (нпр. у грађевинарству), плаћање накнаде се врше постепено. 
Наручилац је дужан да преузме од извођача радова довршено и прегледано дело на уговорен начин, на уговореном месту и у уговорено време, односно према општим правилима и узансама о испуњењу уговора, уколико у том правцу није било утаначења. 

## Ризик случајне пропасти или оштећења ствари
У случају када је извођач радова дао материјал за израду ствари, а ствар буде оштећена или пропадне из ма ког узрока пре предаје наручиоцу, ризик сноси извођач радова, те нема право на накнаду за дати материјал, као ни на накнаду за свој рад. Ако је наручилац прегледао извршени рад и одобрио га, сматра се да му је ствар предата, а да је код извођача радова остала на чувању. 
У случају када је наручилац дао материјал за израду ствари – ризик сноси наручилац, а извођач радова има право на своју накнаду само онда ако је наручилац био у закашњењу, доцњи или ако није хтео да прегледа израђену ствар. 
Ризик због пропасти ствари без кривње извођача дела пада на наручиоца и онда ако се ради о постепеним преузимањима појединих израђених делова, који су након прегледа и одобрења од стране наручиоца остали даље код извођача радова, при чему извођач радова има право на накнаду таквих израђених делова. 

## Престанак уговора о делу
Уговор о делу може престати из следећих разлога: 
- извршењем или предајом дела наручиоцу;
- споразумним раскидом уговора од стране наручиоца и извођача радова;
- раскидањем уговора пре истека рока – ако је очигледно да извођач радова неће завршити посао у предвиђеном року, наручилац може раскинути уговор и захтевати накнаду штете;
- раскидање уговора о делу због одступања од уговорених услова - ако се у току извршења дела покаже да се извођач радова не држи услова уговора, наручилац може упозорити извођача радова на то и одредити му примеран рок да свој рад саобрази својим обавезама, у супротном наручилац може раскинути уговор и захтевати накнаду штете.
- једностраним раскидом уговора наручиоца дела - све док наручени посао није довршен наручилац може раскинути уговор кад год хоће, али је у том случају дужан да исплати извођачу радова уговорену накнаду, умањену за износ трошкова које овај није учинио, а које би био дужан учинити да уговор није раскинут, као и за износ зараде коју је остварио на другој страни или коју је намерно пропустио да оствари.
- смрћу извођача радова, али не и смрћу наручиоца јер уговор и даље остаје на снази, само што су у даљој обавези према извођачу радова наследници наручиоца.